# Киселёв, Сергей Львович
Серге́й Льво́вич Киселёв (род. 1958) — генетик, доктор биологических наук, профессор, специалист в области биотехнологии, молекулярной генетики писатель,телеведущий.

## Биография
Сергей Львович Киселёв родился 2 апреля 1958 года в г. Москва.
- 1982 год — окончил Московский инженерно-физический институт,
- работал во Всероссийском научно-исследовательском институте генетики по клонированию генов растений (лаборатория Винецкого Ю. П.).
- С 1988 года работал в Институте общей генетики РАН (лаборатория Герасимовой Т. И.),
- 1995 год — перешёл в Институт биологии гена РАН, где работал в лаборатории Георгиева Г. П.
- С 1999 года — руководитель группы генной терапии рака,
- 2000 год — защитил докторскую диссертацию «Новое семейство генов иммунной системы млекопитающих, имеющих лизоцим-подобный домен, и их потенциальная применимость для генной терапии рака»[2][3].
- С 2001 года — заведующий лабораторией молекулярной генетики рака,
  - затем заведующий лабораторией эпигенетики.

Доктор биологических наук, профессор.

### Труды
- Изобретение: Биокомпозит для обеспечения восстановительных процессов после повреждения у млекопитающего, способ его получения (варианты) и применения[4].

Научно-популярные книги:
- «Человек редактированный, или Биомедицина будущего» // Сергей Львович Киселёв // ISBN 978-5-907241-95-4 // Год издания: 2022 // Издательство: Портал // Язык: Русский
- «Жизнь — в клетке, или Лекарства внутри нас» // Сергей Львович Киселёв // ISBN 978-5-907418-13-4 // Год издания: 2022 // Издательство: Дискурс // Язык: Русский

### Деятельность
Участник редакционного Совета журнала «Клеточная трансплантология и тканевая инженерия».